# August von der Horst
August Bernhard Wieprecht Freiherr von der Horst (* 11. Juli 1792 in Halberstadt; † 7. September 1868 in Königsberg) war ein preußischer Generalleutnant.

## Leben

### Herkunft
August war ein Sohn des Prälaten von Halberstadt Wilhelm von der Horst (1759–1805) und dessen Ehefrau Anna, geborene von Liebenau (1766–1831). Seine beiden Brüder Wilhelm (1786–1874) und Ulrich (1793–1867) wurden ebenfalls hohe Militärs.

### Militärkarriere
Horst besuchte das Kadettenhaus in Berlin und wurde Mitte Oktober 1806 während des Vierten Koalitionskrieges als Portepeefähnrich im 1. Neumärkischen Reservebataillon der Preußischen Armee angestellt. Nach seiner Anfang Januar 1807 erfolgten Versetzung in das Infanterieregiment „von Rüchel“ nahm er an den Kämpfen bei Preußisch Eylau, Gollnow und Königsberg teil. Nach dem Frieden von Tilsit avancierte Horst im Mai 1808 zum Sekondeleutnant.
Zu Beginn der Befreiungskriege wurde Horst in der Schlacht bei Großgörschen verwundet und für sein Verhalten bei Bautzen mit dem Eisernen Kreuz II. Klasse ausgezeichnet. Im weiteren Kriegsverlauf nahm er an den Kämpfen an der Katzbach und bei Laon teil. Bei Paris erlitt Horst durch einen Schuss in die Schulter und Brust eine erneute Verwundung. Mitte Oktober 1814 wurde er in das Grenadier-Regiment Kaiser Alexander und zwei Monate später unter Beförderung zum Premierleutnant in das Kaiser Franz Grenadier-Regiment versetzt. 1815 nahm er am Marsch auf Paris teil.
Nach dem Friedensschluss stieg Horst im März 1816 zum Kapitän und Kompaniechef auf. Er wurde am 12. Oktober 1829 Major und fungierte ab dem 15. Juni 1831 als Kommandeur des Füsilier-Bataillons in Berlin. Als Oberstleutnant war er im Spätsommer 1841 während der Revue in Schlesien Führer des 3. Garde-Landwehr-Regiments. Am 21. Oktober 1841 beauftragte man ihn zunächst mit der Führung des 1. Infanterie-Regiments und ernannte Horst am 13. Januar 1842 zum Regimentskommandeur. In dieser Stellung stieg er am 7. April 1842 zum Oberst auf. Kurzzeitig war er vom 9. März bis zum 19. Juli 1848 Kommandeur der 13. Infanterie-Brigade in Münster, avancierte zwischenzeitlich zum Generalmajor und erhielt dann das Kommando über die 2. Infanterie-Brigade in Danzig. Am 12. Oktober 1849 wurde Horst zum Kommandeur der ebenfalls in Danzig stationierte 2. Landwehr-Brigade ernannt. Im August 1851 mit dem Roten Adlerorden II. Klasse mit Eichenlaub ausgezeichnet, kehrte er am 22. September 1851 als Kommandeur zur 2. Infanterie-Brigade zurück. Für drei Monate war Horst Kommandeur der 3. Infanterie-Brigade, bis er am 10. August 1852 unter Verleihung des Charakters als Generalleutnant mit Pension seinen Abschied nahm.
Am 18. August 1857 wurde er mit der bisherigen Pension zur Disposition gestellt.

### Familie
Horst verheiratete sich am 18. Juni 1818 in Berlin mit Luise von Cronberg (* 22. November 1794; † 28. Januar 1867). Aus der Ehe gingen folgende Kinder hervor:
- Alfred Bernhard Feodor (* 21. März 1819; † 20. August 1855), preußischer Premierleutnant ⚭ 16. Mai 1850 Marie von Wickede (* 21. Mai 1829; † 8. September 1899)[2]
- Hermann Wieprecht Bruno Alfred (1824–1901), preußischer Sekondeleutnant und Eisenbahn-Stationsvorstand ⚭ 31. Juli 1862 Kornelie Schepers (* 3. Juli 1839)
- Rudolf Balduin August (1826–1908),[3] preußischer Major z.D. ⚭ 22. November 1862 Bertha von Neumann (* 11. Februar 1839)[4]
- Richard Wilhelm August (1833–1904),

⚭ 12. Dezember 1878 Johanna Westphal (* 1853), Scheidung 5. Juli 1892
⚭ 02. Dezember 1892 Emma Pudowitz (* 1871)